# Stevens-Duryea
Stevens-Duryea est un des premiers constructeurs automobiles aux États-Unis.

## Historique
Fondé en 1901 par Charles et Frank Duryea, l’entreprise a été dissoute en 1927.